# Growing, Pains
Growing, Pains – album muzyczny wydany przez Billie Myers w 1997 roku.

## Lista utworów
1. "Kiss the Rain" – 4:32
2. "A Few Words Too Many" – 4:19
3. "Tell Me" – 5:05
4. "You Send Me Flying" – 3:58
5. "Please Don't Shout" – 3:44
6. "First Time" – 3:39
7. "Mother, Daughter, Sister, Lover" – 3:38
8. "The Shark and the Mermaid" – 3:49
9. "Having Trouble with the Language" – 3:45
10. "Opposites Attract" – 3:37
11. "Much Change Too Soon" – 3:50